# Wieża Pleyel
Wieża Pleyel – wieżowiec znajdujący się na przedmieściach Paryża, w Saint-Denis. Mierzy 143 metry, a do poziomu dachu ma 129 m. Budowa rozpoczęła się w 1969 i trwała do 1972. Wieżowiec został zaprojektowany przez dwóch francuskich architektów: Bernarda Favatiera, oraz Michela Binouxa Folliassona. Nazwa wieży została zaczerpnięta od fabryki fortepianów Pleyela, która wcześniej znajdowała się w tym miejscu.